# Imhotep
Imhotep (en griego Ἰμούθης; pronunciación en español: Im-jo-tep) (aprox. 2690 - 2610 a. C.), o Imutes, fue un erudito egipcio polímata, sabio, inventor, médico, matemático, astrónomo y el primer ingeniero y arquitecto conocido en la historia.

Sumo sacerdote de Heliópolis, fue chati del faraón Necherjet Dyeser (Zoser), y diseñó la Pirámide escalonada de Saqqara, durante la dinastía III. El significado de la palabra Imhotep es «el que viene en paz».
Es el primer científico cuyo nombre ha llegado hasta el presente. No solo era médico, sino también matemático, ingeniero, arquitecto y astrónomo; esto indica que tenía los conocimientos operativos de aritmética y geometría necesarios para manejar aquellas disciplinas.
Los títulos honoríficos atribuidos a Imhotep son: 

Tesorero del rey del Bajo Egipto, Primero después del rey del Alto Egipto, Administrador del Gran Palacio, Señor hereditario, Sumo sacerdote de Heliópolis, Imhotep el constructor, escultor, hacedor de vasijas de piedra...
Inscripción en la base de la estatua de Dyeser (Zoser) hallada en Saqqara.

Antes de él, nadie había tenido el nombre inscrito al lado del de un faraón, y en sus títulos no se menciona el de médico, pero sí el de productor de recipientes: quizá sólo constan los que usó para la construcción[cita requerida].
Las tradiciones de mucho tiempo después de la muerte de Imhotep lo trataron como un gran autor de textos de sabiduría y especialmente como un médico.

## Médico

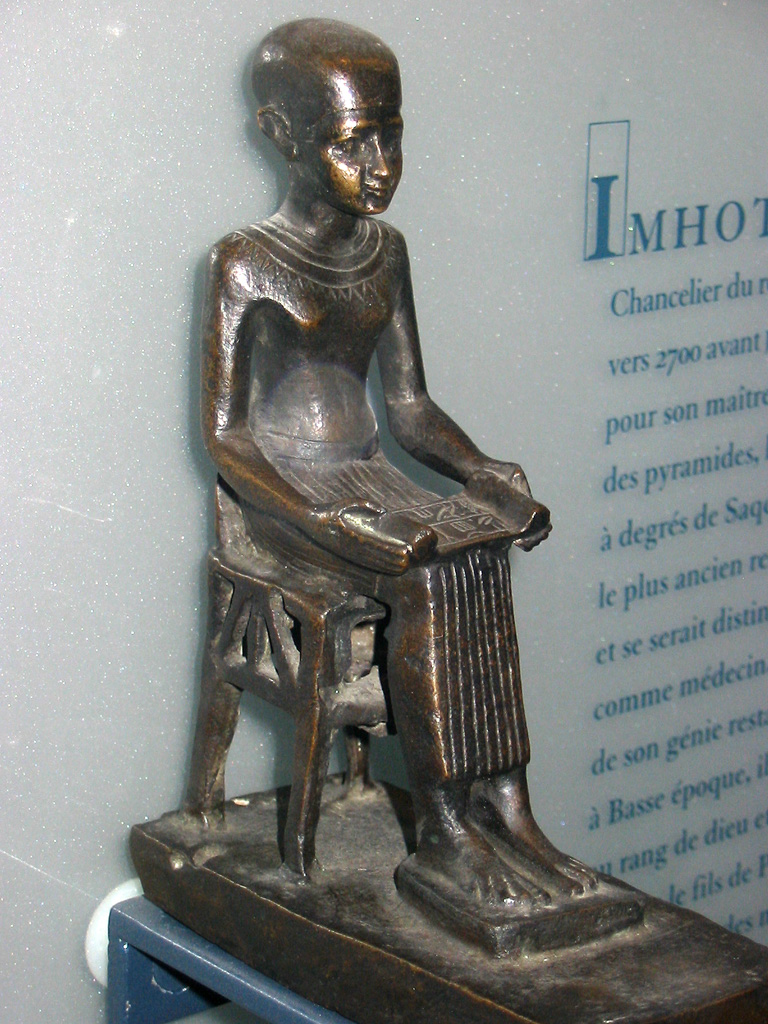
Estatuilla de Imhotep, Museo del Louvre.

La importancia de la medicina egipcia se traduce en la figura de Imhotep, considerado como el fundador de la medicina egipcia y, por ende, de la occidental y autor del papiro Edwin Smith acerca de curaciones, dolencias y observaciones anatómicas (aunque este texto probablemente fue escrito alrededor del 1700 a. C., con añadidos de otros médicos). La concepción mítico-religiosa de la enfermedad, en el Egipto de Imhotep, conducía a un enfoque mágico-religioso y empírico a la terapia médica. Es decir, una combinación de ritos, prácticas quirúrgicas y un extenso recetario farmacológico. También se registran algunos intentos de racionalización, como los que se aprecian en el papiro Smith, que describe 48 casos clínicos sin mencionar causas ni tratamientos mágicos y aportando un enfoque racional sobre el tratamiento de ciertas enfermedades y las heridas.
En este texto Imhotep recomienda el uso de vahos de opiáceos como anestésico. Describe observaciones anatómicas, el examen, diagnóstico, tratamiento y pronóstico de numerosas heridas con todo detalle. Los tratamientos son racionales, y en un solo caso se recurre a remedios mágicos. El papiro contiene las primeras descripciones de suturas craneales, de la meninge, la superficie externa del cerebro, del líquido cefalorraquídeo, y de las pulsaciones intracraneanas. Según un grabado de una losa sepulcral en Saqqara, Imhotep preconizaba la aplicación de presión en las arterias carótidas para calmar el dolor de cabeza, al disminuir el flujo de sangre al cerebro. Imhotep afirmaba que el pulso era un índice del corazón y de las condiciones del enfermo.
Es citado en el Canto del arpista, composición literaria datada en el Imperio Medio:

He oído sentencias de Imutes (Imhotep) y de Dyedefhor, que se citan como proverbios... 

Hazte por tanto el día dichoso, y no te canses nunca de esto.
Canto del Arpista.

## Arquitecto
Imhotep fue el autor del complejo funerario de la pirámide escalonada de Saqqara, cerca de Menfis, en tiempos del rey Dyeser (2650 a. C.). La pirámide necesitó la extracción, el transporte y el montaje de miles de toneladas de piedra caliza, desafío notable ya que, hasta ese momento, tal material nunca se había utilizado en grandes construcciones, para las que se usaban ladrillos de barro sin cocer (adobe), baratos y fáciles de hacer.

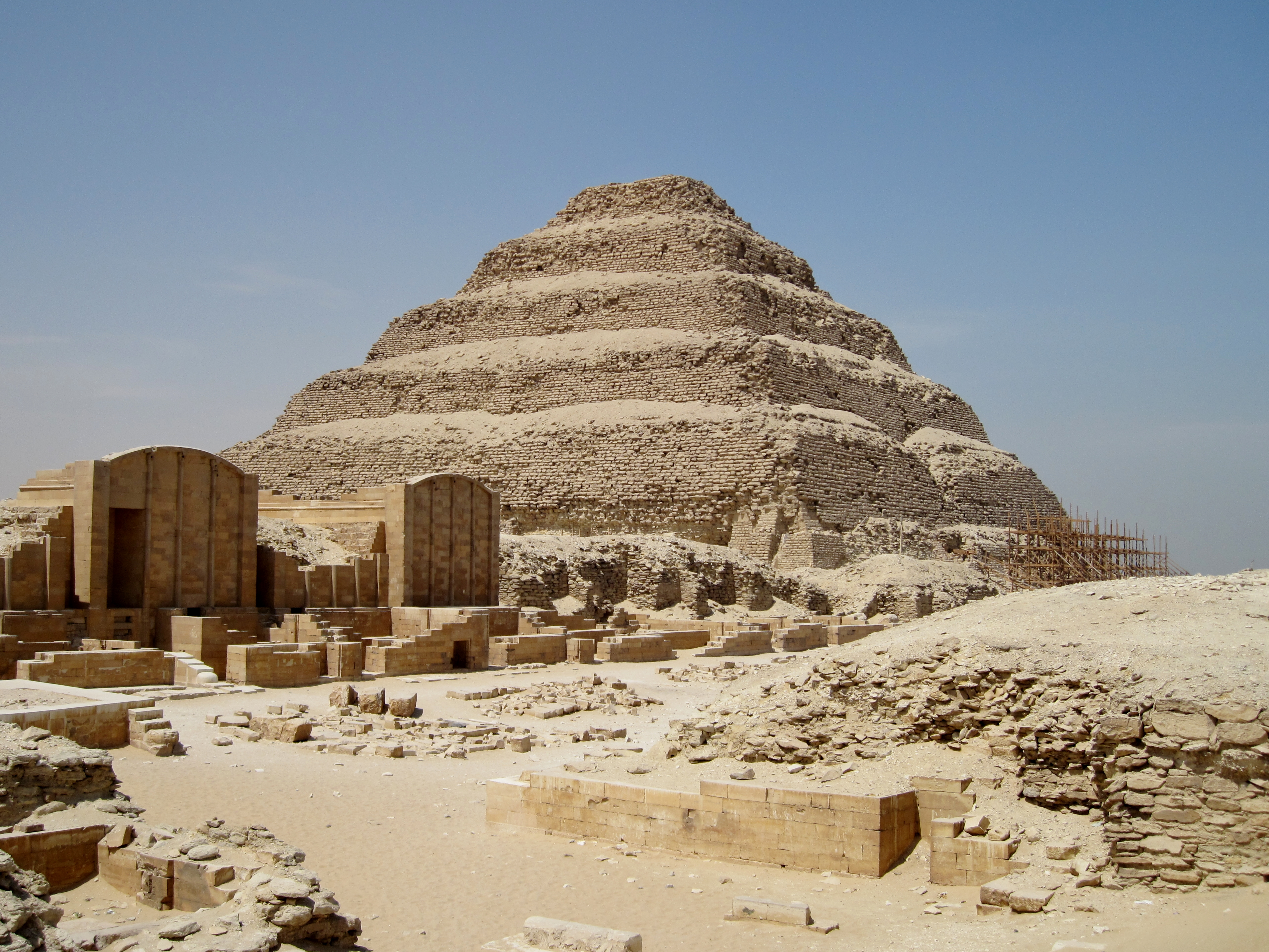
Complejo funerario de Saqqara.

Un gran problema técnico era el peso de la piedra: Imhotep lo solucionó en parte usando bloques relativamente pequeños, más fáciles de transportar y manejar. Las columnas son decorativas o están adosadas a los muros, sin sustentar mucho peso. Hay que tener en cuenta que en esta época el metal utilizado en herramientas era el cobre, poco adecuado para estos trabajos.
Tuvo que organizar todo el proceso de construcción, controlar el trabajo de cientos de obreros, y realizar la primera ciudad funeraria: rodeada por una muralla de unos mil quinientos metros de perímetro, construyó diversas edificaciones como decorado, y hacia el centro erigió una pirámide de seis gradas con una altura de sesenta metros. A su vez, se excavó en la roca del terreno, bajo la pirámide, la que sería la tumba de Dyeser (Zoser) y un conjunto de galerías para almacenar miles de vasijas funerarias, muchas grabadas con los nombres de sus predecesores.

### Ingeniero
Las contribuciones de Imhotep se extendieron más allá de la arquitectura hacia el ámbito de la ingeniería. Sus diseños innovadores y técnicas de construcción para la Pirámide Escalonada mostraron un entendimiento avanzado de los materiales y la integridad estructural. Su trabajo también influyó en:
- Sistemas de manejo de agua: se cree que Imhotep tenía conocimientos de hidráulica y la construcción de sistemas de riego, que eran cruciales para la agricultura en el Valle del Nilo.

- Materiales de construcción: exploró el uso de diferentes materiales, incluyendo piedra caliza y arenisca, que se utilizaron extensamente en la construcción de pirámides.

## Imhotep como dios

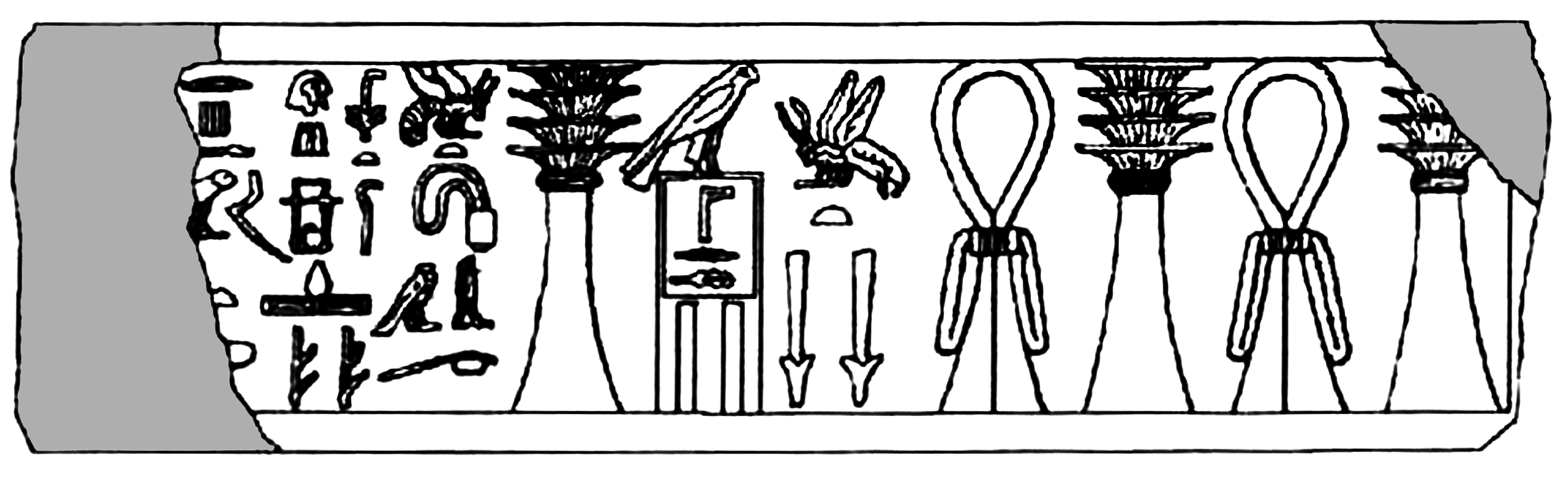
Replicación de la inscripción de la base de la estatua JE 49889. Muestra el nombre y los títulos de Imhotep y el nombre del faraón Netjerikhet (Zoser). Las áreas dañadas de la inscripción están marcadas en gris

Durante siglos, los egipcios consideraron a Imhotep como el dios de la medicina y la sabiduría y se le representa sentado, como a los escribas, con un papiro desplegado sobre sus rodillas, tocado con un casquete. Ciertamente, en la época de Ptolomeo fue elevado a rango de dios.
En el Imperio Nuevo fue venerado como patrón de los escribas y deificado en el periodo tardío de Egipto, para lo cual fue identificado con Nefertum, hijo de Ptah y Nut (o Sejmet). Posteriormente se le vinculó al dios Thot –una práctica común en el Antiguo Egipto–. Su veneración como protector de los escribas se debe a una de sus grandes innovaciones relacionadas con la mejora de la escritura gracias a la utilización de una tinta más eficaz hecha a partir de ahumar el agua, procedimiento que fue incorporado por otras culturas y civilizaciones posteriores.
Su culto principal estaba en Menfis. También fue venerado en Tebas, File y Deir el-Medina, en la época ptolemaica, junto a Hathor, Maat y Amenhotep, otro ingeniero deificado. Su prestigio era tan grande que su fama llegó hasta los griegos, que lo conocían como Imutes y le asimilaron a su dios Asclepio, el Esculapio romano.

## Agradecimiento a Imhotep
|  |

|  |

|  |

|  |

|  |

|  |

|  |

|  |

|  |

|  |

|  |

|  |

|  |

|  |

|  |

|  |

"Te saludo querida divinidad ¡Imhotep, hijo de Ptah! (...) Los hombres te aplauden y las mujeres te adoran. Todos exaltan tu bondad para que les cures (..) Te traen ofrendas y regalos. Te profieren alabanzas (..) Que ingieras cerveza con tus hermanos los viejos dioses, y alimenta luego a los espíritus rectos". Inscripción encontrada en el templo de Karnak.

## Representaciones

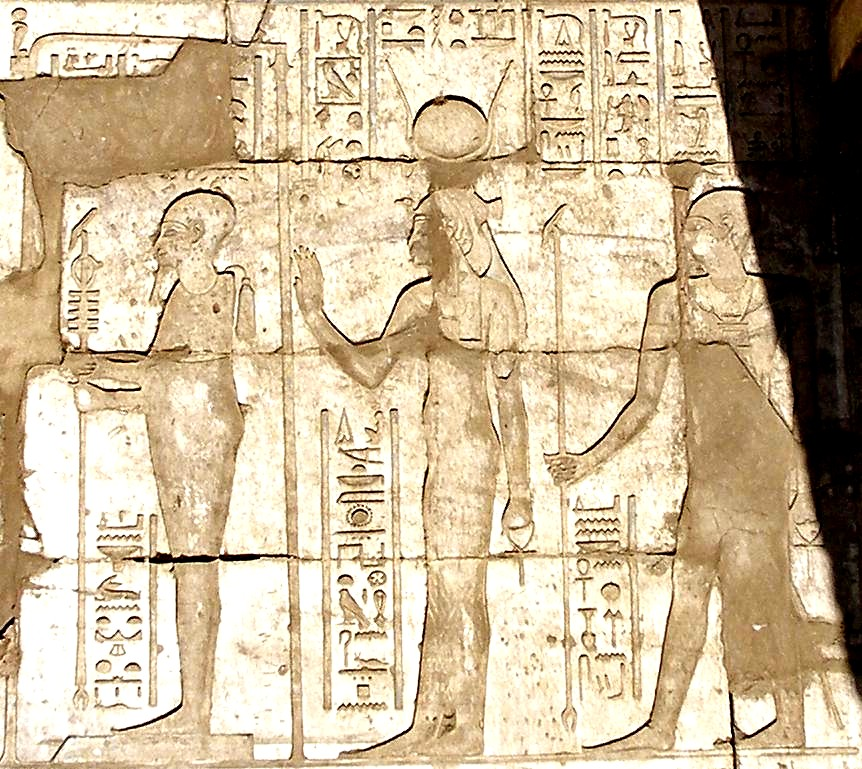
Representación de Ptah, Hathor e Imhotep en Karnak.
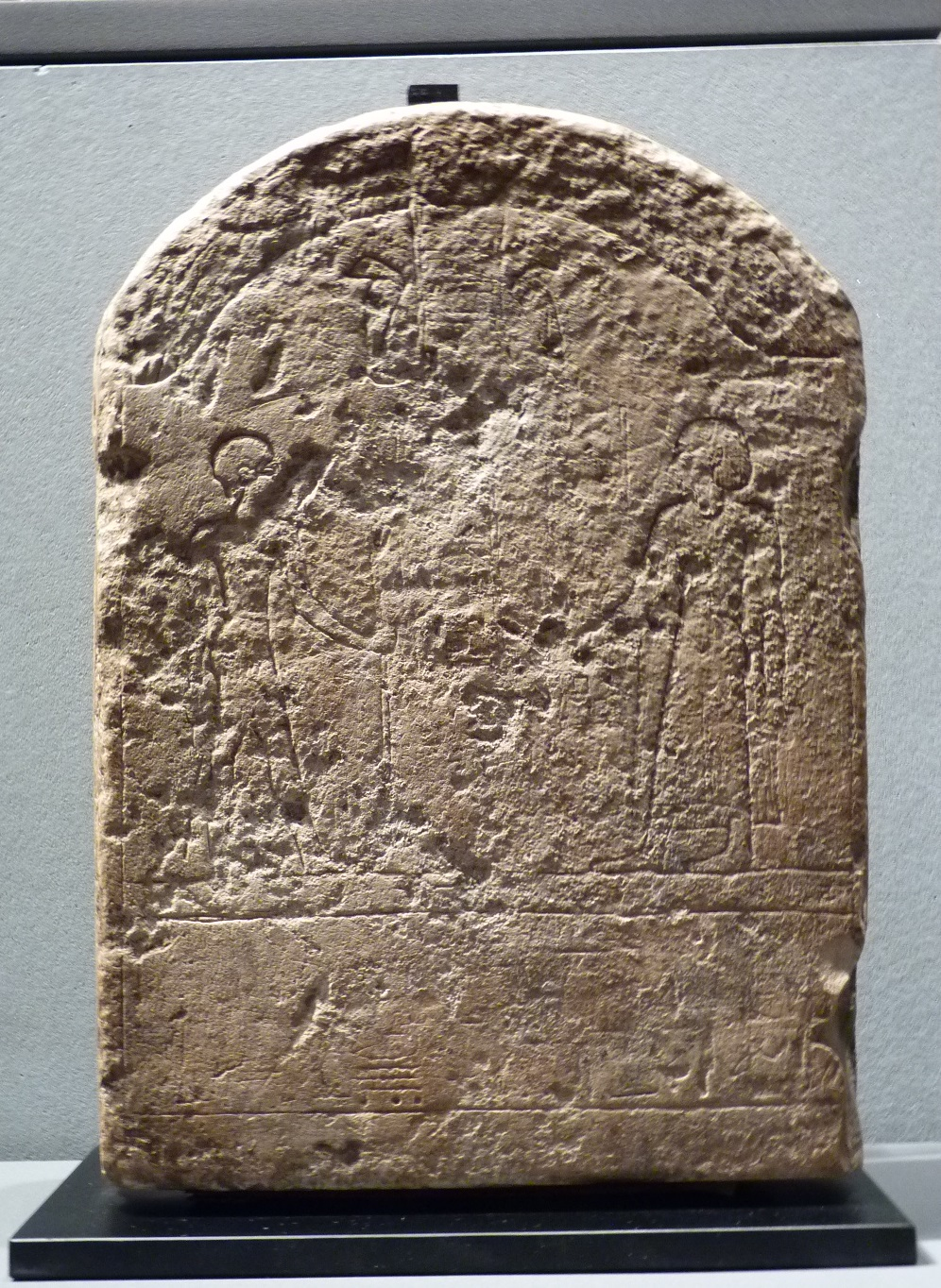
Estela que representa a Imhotep y Amenhotep III que data del siglo II.
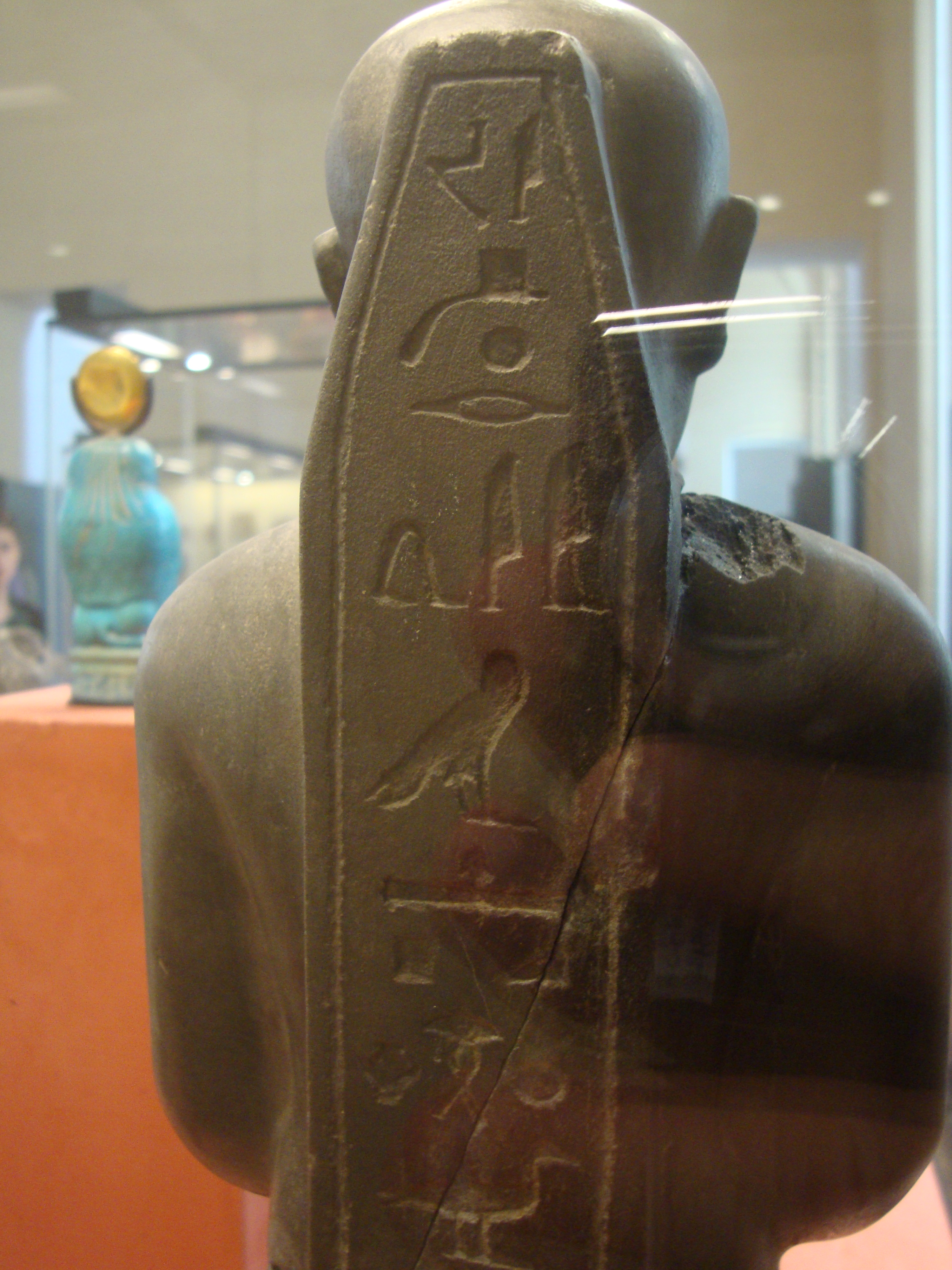
Inscripción en el reverso de una de las tres estatuillas de Imhotep expuestas en el Museo del Louvre.
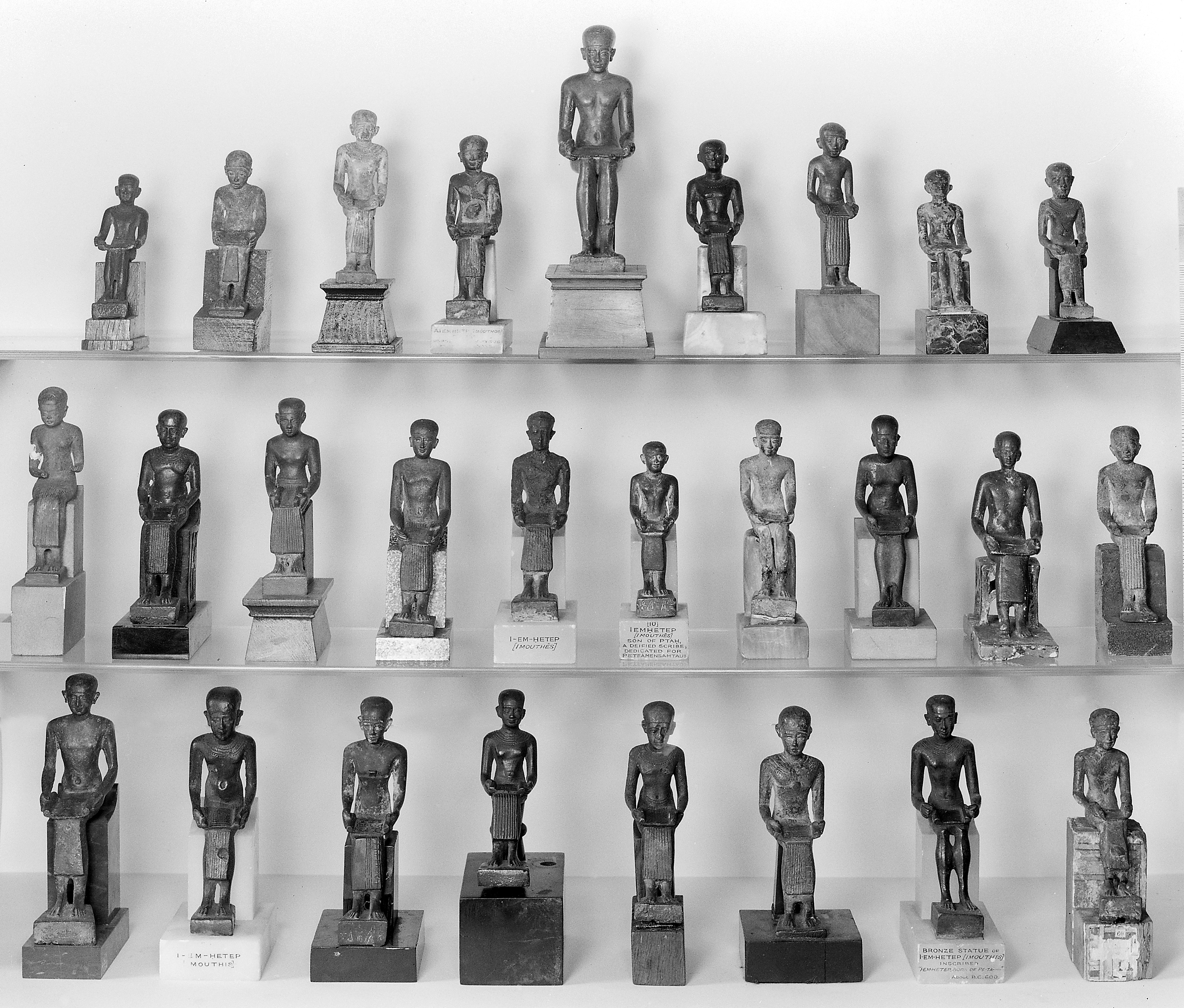
Colección de pequeñas figuras de Imhotep.

## Imhotep en la cultura popular
Imhotep ha inspirado diversos personajes de la cultura popular, aunque en la mayoría de casos tan sólo ha sido utilizado su nombre y el origen egipcio, desvirtuando su personalidad real y sus logros.
- Imhotep es un personaje de ficción interpretado por Boris Karloff en la película La momia (1932).
- El sumo sacerdote Imhotep es un personaje de ficción interpretado por Arnold Vosloo en las películas La momia (1999) y El regreso de la momia (2001).
- El nombre Imhotep era usado por un Goa'uld menor en el episodio "El Guerrero", de la serie Stargate SG-1.
- Imhotep es el nombre del sacerdote de la novela Death Comes as the End, de Agatha Christie.
- Imhotep es el protagonista de Ladrones de Atlántida, primera novela de José Ángel Muriel.
- Imhotep es la deidad adorada por los enemigos del joven Sherlock Holmes en la película El secreto de la pirámide.
- Imhotep aparece en el videojuego Faraón, donde le pide al jugador que construya su pirámide escalonada.
- Imhotep aparece en el popular juego de estrategia Imperivm III: Las grandes batallas de Roma, como uno de los héroes egipcios.
- Imhotep aparece en el popular juego Titan Quest, como uno de los personajes de la misión en Egipto.
- La banda estadounidense de thrash metal Iced Earth compuso una canción llamada "Imhotep (The Pharaoh's Curse)", incluida en su sexto álbum Horror Show.
- La banda de rock chilena Chancho en Piedra compuso una canción llamada Imhotep en su álbum Desde el batiscafo; la lírica no tiene nada que ver con el polímata.
- Es el padre de las muñecas\personajes Cleo de Nile y Nefera de Nile de Monster High, de Mattel.
- Imhotep es el nombre de la quinta pista del octavo álbum de estudio del grupo de darkwave gótico alemán Sopor Aeternus & The Ensemble of Shadows.
- Imhotep es el nombre del segundo álbum de David Valdés, músico heavy solista instrumental de España.
- Imhotep es el protagonista del manga japonés Im Great Priest Imhotep.